# 현악 합주단

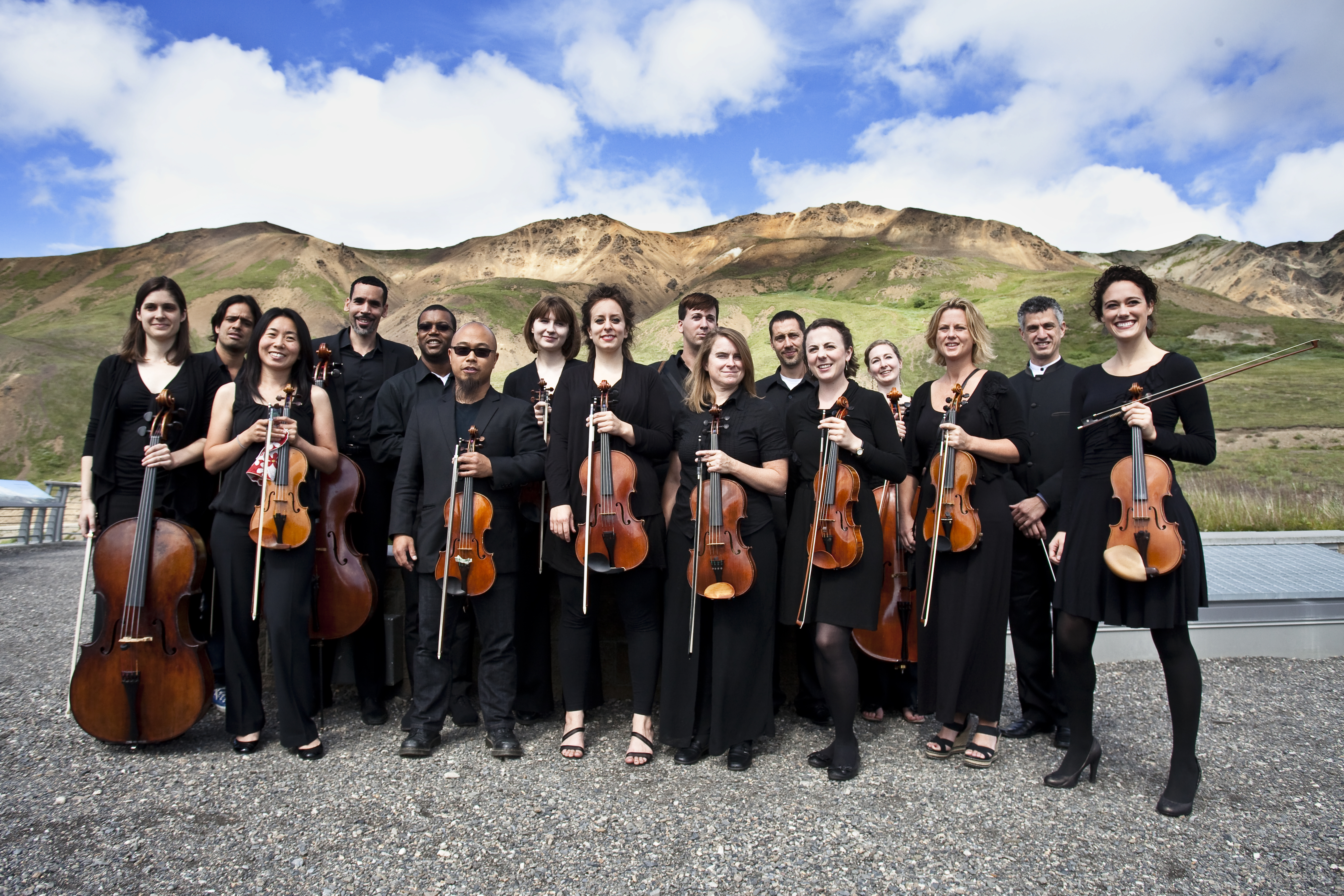

현악 합주단(String orchestra)는 서양 고전 음악에 사용되는 절인 현들로만 구성된 관현악단이다. 이러한 오케스트라의 악기는 다음과 같다. 바이올린 연주자(각각은 보통 다른 부분을 연주한다.)는 1차와 2차 비올라, 첼로, 그리고 보통, 항상은 아니지만, 콘트라베이스로 나뉘어 있다.